# Maria Brunner
Maria Brunner (* 1962 in Lienz) ist eine österreichische Malerin und konzeptuelle Installationskünstlerin, die in Berlin lebt und arbeitet.

## Leben
Maria Brunner wurde 1962 in Lienz (Osttirol) als Tochter einer Dirndlblusen-Schneiderin geboren. Mit der Nähmaschine aufgewachsen, studierte sie von 1980 bis 1985 an der Hochschule für angewandte Kunst in Wien.
Die Osttirolerin wohnt seit ca. 2010 im Berliner Stadtteil Moabit mit ihrem Lebenspartner, dem Südtiroler Künstler Florin Kompatscher.
Werke von Maria Brunner befinden sich unter anderem im Museum of Modern Art (MoMA) in New York, im Tiroler Landesmuseum Ferdinandeum in Innsbruck, in der Sammlung Deutsche Bank und in der Sammlung des Hotel Greif in Bozen, dessen Reception sie gestaltete. Die Werke im Museum of Modern Art waren Teil einer Schenkung der Judith Rothschild Foundation an das Museum.
Die Künstlerin wird seit 1992 von der Galerie Gisela Capitain, Köln, vertreten.

## Einzelausstellungen (Auswahl)
- 1989: Galerie Agathe Nisple, St. Gallen
- 1989: Forum Stadtpark, Graphikkabinett, Graz
- 1992: Galerie Gisela Capitain, Köln
- 1993: Galerie Agathe Nisple, St. Gallen
- 1995: Kunstraum Kabinett, Bern
- 1995: Galerie Klemens Gasser, Bozen
- 1995: Brunnerin, Galerie Tania Grunert, Köln
- 1996: Kunstraum Kabinett, Bern
- 1997: Cut, Galerie Gisela Capitain, Köln
- 1998: Galerie Agathe Nisple, St. Gallen
- 1999: Galerie im Taxispalais, Innsbruck
- 2000: Juwelenwiese, Galerie Gisela Capitain, Köln
- 2002: Toxic Frost, Galerie Gisela Capitain, Köln
- 2002: Nebenplanetchen, Galerie Gisela Capitain, Köln
- 2005: Von schwulen Blumen und schweren Gerüchen, Galerie Gisela Capitain, Köln
- 2006: In Paint Sweet Lies, Gabriele Senn Galerie, Wien
- 2007: Projektraum Antiquariat Gundel Gelbert, Köln
- 2008: Auf den Knien meines Herzens, Kunstverein Heilbronn, Heilbronn
- 2009: Superfly, Galerie Gisela Capitain, Köln
- 2010: I'm glad, I'm not me, Kunst Forum Rottweil, Rottweil
- 2011: Galerie Elisabeth & Klaus Thoman, Innsbruck
- 2012: Der Himmel hatte Fieber (mit Florin Kompatscher), Kunstverein Offenburg-Mittelbaden, Offenburg
- 2013: Klar Schilf zum Geflecht, Galerie Elisabeth & Klaus Thoman, Wien
- 2014: Galerie Gisela Capitain, Köln
- 2017: General Rouge, Galerie Elisabeth & Klaus Thoman, Wien
- 2018: General Rouge und sein blauer Pudel, Galerie Schloss Wiespach, Hallein[7][8][9][10]
- 2019: Das Nichts und das Hermelin, Galerie Gisela Capitain, Köln
- 2025: Acqua Felice,  Capitain Petzel, Berlin

## Gemeinschaftsausstellungen (Auswahl)
- 1987: Hermetisch, Forum Stadtpark, Graz
- 1988: Galerie Agathe Nisple, St. Gallen
- 1994: Galerie Six Friedrich, München
- 1996: Galerie Agathe Nisple, St. Gallen
- 1997: Someone else with my fingerprints, Galerie David Zwirner, New York
- 1997: Akademie der Künste, Berlin
- 1997: August Sander Archiv, Köln
- 1997: Kunstverein in Hamburg, Hamburg
- 1999: Galerie im Taxispalais, Innsbruck (mit Ida Applebroog und Paul McCarthy)
- 2000: New Austrian Spotlight, Universität Istanbul, Istanbul
- 2001: Galerie Taché Levy, Art Brussels, Brüssel
- 2003: Jahresgaben 2003, Kölnischer Kunstverein, Köln
- 2003: Kjubh Kunstverein, Köln
- 2004: Skin Deep, Cook Fine Art, New York
- 2004: Das Kreuz der Venus – Feuer, Tod und Schönheit, Maximilianmuseum, Augsburg
- 2004: Against Nature, Lombard – Freid Fine Arts, New York
- 2005: Strich – Zeichnung – Bild, BAWAG Foundation, Wien
- 2005: Almost, Robert Miller Gallery, New York
- 2006: Städtische Galerie im Alten Rathaus, Lahr
- 2006: Flowers, Kunstmuseum Heidenheim, Heidenheim
- 2007: Open Space, 41. Art Cologne, Köln
- 2008: Kunst im Heim, Capitain Petzel, Berlin
- 2009: HeldenFrauen. FrauenHelden – Kunst, Kultur und Geschichten von Frauenzimmern, Kaiserliche Hofburg Innsbruck, Innsbruck
- 2009: Miniaturen, Galerie Bärbel Grässlin, Frankfurt am Main
- 2009: Arttirol 5. Kunstankäufe des Landes Tirol 2004–2006, Tiroler Landesmuseum Ferdinandeum, Innsbruck
- 2011: The boy who robbed you a few minutes before arriving at the ball, Galerie Gisela Capitain, Köln
- 2011: Don't Eat The Yellow Snow, Wiensowski & Harbord, Berlin
- 2012: Face/OFF, Galerie Gebr. Lehmann, Berlin
- 2013: Painting Forever! Keilrahmen, KW Institute for Contemporary Art, Berlin
- 2013: Still, RLB Kunstbrücke, Innsbruck
- 2013: An exhibition of ephemera, Waikato Institute of Technology, Hamilton
- 2013: Art Basel
- 2014: Artists against Aids, Bundeskunsthalle, Bonn
- 2015:  Art Cologne, Köln
- 2015: Flowers and other Abstractions, Markhof 2, Wien
- 2015: Stadt-Kunst-Innsbruck. Juryankäufe 2010–2015, Kulturamt der Stadt Innsbruck, Stadtsäle Innsbruck
- 2016: Anzinger bis Zitko, Galerie Elisabeth & Klaus Thoman, Wien

## Publikationen
- Maria Brunner: Mary Bru. 100 Zeichnungen, 1995